# Simulium bidentatum
Simulium bidentatum är en tvåvingeart som först beskrevs av Tokuichi Shiraki 1935.  Simulium bidentatum ingår i släktet Simulium och familjen knott. Inga underarter finns listade i Catalogue of Life.